# Robert Ndlovu
Robert Christopher Ndlovu (ur. 25 grudnia 1955 w Tshongokwe) – duchowny katolicki z Zimbabwe, arcybiskup Harare od 2004.

## Życiorys
Święcenia kapłańskie przyjął 28 sierpnia 1983.

## Episkopat
9 lutego 1999 został mianowany biskupem diecezji Hwange. Sakry biskupiej udzielił mu 9 maja 1999 poprzednik - Ignacio Prieto Vega.
10 czerwca 2004 został mianowany przez Jana Pawła II ordynariuszem archidiecezji Harare.